# Mackenzie Bowell

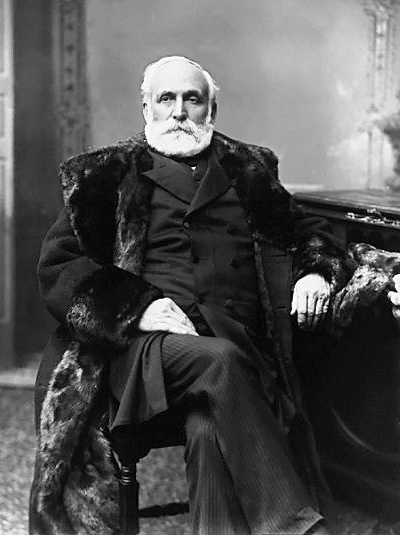
Mackenzie Bowell (1889)

Sir Mackenzie Bowell PC, KCMG (* 27. Dezember 1823 in Rickinghall, England; † 10. Dezember 1917 in Belleville, Ontario) war ein kanadischer Politiker, Journalist und Druckerei-Unternehmer. Er gehörte der Konservativen Partei an und war der fünfte Premierminister des Landes. Seine Amtszeit dauerte vom 21. Dezember 1894 bis zum 27. April 1896.

## Beruf und Privatleben
1833 wanderte Bowell mit seinen Eltern nach Belleville in Ontario aus, wo sich bereits Verwandte niedergelassen hatten. Dort machte er eine Lehre bei der Lokalzeitung The Intelligencer. Er wurde ein erfolgreicher Drucker und Redakteur bei dieser Zeitung und übernahm sie 1848 zusammen mit seinem Schwager. 1859 gehörte er zu den Mitbegründern des kanadischen Presseverbandes und war 1865/66 deren Präsident.
1842 trat Bowell dem Oranier-Orden bei und war von 1870 bis 1878 dessen kanadischer Großmeister. 1847 heiratete er Harriet Moore (1829–1884), mit der er vier Söhne und fünf Töchter hatte. Bowell war Freimaurer und wurde 1864 in der St. Lawrence Lodge No. 640 (heute: St. Lawrence-Zetland No. 14) in E. R. Montreal aufgenommen. Am 4. Februar 1897 schloss er sich der Belleville Lodge No. 123 in Belleville, Ontario an.

## Politik
Nachdem er 1863 nicht in die Legislativversammlung von Ontario gewählt worden war, schaffte Bowell im September 1867 im Wahlkreis North Hastings die Wahl ins kanadische Unterhaus. Erstmals fiel er einer breiteren Öffentlichkeit auf, als er 1874 als Sprecher des Oranier-Ordens den Ausschluss von Louis Riel, dem Anführer der Red-River-Rebellion, aus dem Unterhaus forderte. Im Oktober 1878 wurde er von John Macdonald zum Zollminister ernannt.
Nach Macdonalds Tod übernahm Bowell im Juni 1891 für ein halbes Jahr zusätzlich das Ministerium für Eisenbahnen und Kanäle. Von Januar bis November 1892 war er Verteidigungsminister. Im Mai 1892 wurde er von John Thompson in den kanadischen Senat berufen und übernahm zugleich das neu geschaffene Handels- und Wirtschaftsministerium. Ende 1893 weilte er zu mehrmonatigen Verhandlungen in Australien, die sich als so erfolgreich erwiesen, dass er die erste Handelskonferenz zwischen britischen Kolonien organisierte, die im Juni 1894 in Ottawa stattfand. Am 12. Dezember 1894 starb Premierminister John Thompson überraschend während eines Staatsbesuches in Großbritannien. Als dienstältester Minister übernahm Bowell neun Tage später den Posten des Regierungschefs.
Kaum im Amt, musste sich Bowell mit Spannungen innerhalb der Regierung auseinandersetzen. Diese betrafen die Schulkrise in Manitoba. 1890 hatte die Regierung jener Provinz die katholischen Schulräte aufgelöst, was ein Verstoß gegen den Manitoba Act von 1870 war. Bowells Vorgänger hatten bisher vergeblich nach einer Lösung für dieses konfessionelle Problem gesucht. Als Bowell am 2. Januar 1896 einen neuen katholischen Schulrat für die Provinz einsetzte, verließen sieben antikatholisch eingestellte Minister aus Protest die Regierung. Bowell nannte sie „ein Nest von Verrätern“ und gab am 8. Januar 1891 seinen baldigen Rücktritt bekannt. Die abtrünnigen Minister kehrten am 15. Januar in die Regierung zurück, nachdem man sich auf Charles Tupper, den kanadischen Hochkommissar in Großbritannien, als Nachfolger für Bowell geeinigt hatte. Bowell führte die Amtsgeschäfte bis zur Rückkehr Tuppers weiter und trat am 27. April zurück.
Bowell gehörte nach seinem Rücktritt weiterhin dem Senat an, bis zu seinem Tod im Alter von beinahe 94 Jahren. Bis 1916 arbeitete er weiterhin regelmäßig für seine Zeitung. Bei seiner Beerdigung in Belleville war kein einziger amtierender oder früherer Minister anwesend, hingegen eine Abordnung des Oranier-Ordens.

## Ehrungen
Am 16. Mai 1945 ehrte die kanadische Regierung, vertreten durch den für das Historic Sites and Monuments Board of Canada zuständigen Minister, Bowell und erklärte ihn zu einer „Person von nationaler historischer Bedeutung“.
Mackenzie Bowell wurde weiterhin zum Namensgeber eines Berges (3301 m) in den Coast Mountains von British Columbia, eines Stadtteils von Valley East (Ontario) und einer Siedlung in Alberta.